# Linia kolejowa nr 917
Linia kolejowa nr 917 – zlikwidowana, w większości jednotorowa linia kolejowa łącząca stację Łódź Widzew z przystankiem osobowym Łódź Widzew Janów. Linia pierwotnie prowadziła do parowozowni pomocnicznej, później do hali napraw taboru, a potem do wagonowni Łódź Janów.